# 山地猪笼草
山地猪笼草（学名：Nepenthes monticola）是新几内亚西巴布亚中西部的一些山脉上特有的热带食虫植物。其种加词“monticola”意为“生长在山地的”。其生长于海拔1400米至2620米处。在其被描述为一个独立物种之前，其被混淆于与之近缘的蓝姆猪笼草（N. lamii）

## 扩展阅读
维基共享资源上的相關多媒體資源：山地猪笼草